# ویلیام مارتین (تیرانداز)
ویلیام مارتین (انگلیسی: William Martin; ۱۳ مهٔ ۱۸۶۶ – ۲۲ ژانویهٔ ۱۹۳۱) تیرانداز اهل ایالات متحده آمریکا بود.
وی در مسابقات کشوری و بین‌المللی در مجموع برندهٔ ۱ مدال طلا شده‌است.